# Граматуха
Грамату́ха — посёлок в Шелеховском районе Иркутской области России. Входит в состав Подкаменнского сельского поселения. 

## География
Находится на Култукском тракте (участок Иркутск — Култук автодороги федерального значения Р258 «Байкал»), в 45 км к юго-западу от районного центра, города Шелехов, в 17 км (по автодороге) к юго-западу от центра сельского поселения, посёлка Подкаменная, на высоте 871 метра над уровнем моря.

## Население
| 2002 | 2010 | 2011 | 2012 |
| ---- | ---- | ---- | ---- |
| 11   | ↘0   | →0   | →0   |

## Улицы
Уличная сеть посёлка состоит из одной улицы (ул. Трактовая).